# Alfabetización sobre el carbono
Alfabetización sobre el carbono contempla crear conciencia acerca del calentamiento global y el impacto antropogénico causa de la acción humana sobre el medio ambiente. El término ha sido utilizado en la literatura científica y en ámbitos cotidianos (ver la sección Investigación), pero se suele relacionar con el Proyecto de Alfabetización sobre el carbono (CLP , siglas del inglés The Carbon Literacy Project).

## Definición
Con la Alfabetización sobre el carbono se pretende inculcar conocimiento con vistas a crear transformaciones positivas vitales, laborales y de reacción ante el calentamiento global.
El Proyecto de Alfabetización sobre el carbono define la Alfabetización sobre el Carbono como "la concienciación sobre los costes e impactos del carbono en las actividades cotidianas y la capacidad y motivación para reducir las emisiones  a nivel individual, comunitario y organizativo."

## El Proyecto de Alfabetización sobre el Carbono
El término Alfabetización sobre el carbono se había empleado en incontables ocasiones de manera informal, pero comenzó a ganar relevancia en 2009 cuando se mencionó en el plan de medidas para luchar contra el cambio climático en la ciudad de Mánchester, Manchester: A Certain Furure.
Con este plan ciudadano la considerada como segunda metrópolis urbana más grande de Reino Unido se comprometía a: 
1. Reducir las emisiones de dióxido de carbono un 41% desde el año 2005 al 2020 en la ciudad de Manchester.
2. Involucrar a todas las personas, barrios y organizaciones de Mánchester en un proceso de transformación cultural que incorpore el consumo bajo de carbono a los estilos de vida y a las actividades desarrolladas en la urbe.

Por ello, el plan pretendía (I) reducir las emisiones mediante la disminución de la demanda y el uso de la energía; modificar las tecnologías utilizadas para la generación de energía; y cambiar las fuentes de los combustibles utilizados, pasando de los fósiles a las energías renovables; y (II) establecer  "zonas de bajas emisiones de carbono" mediante la creación de una serie de directrices comunes que informen de las causas e implicaciones del cambio climático, y desarrollar programas de "alfabetización sobre el carbono".
Al tratarse de un plan redactado y asumido colectivamente, cualquier ciudadano u organización podía responder para ayudar a alcanzar las metas y los objetivos, aunque hubo que esperar hasta 2010 para que la empresa social Cooler Projects CIC, con sede en Mánchester, asumiera el reto de cumplir el objetivo de la alfabetización sobre el carbono: "...cada residente, alumno, estudiante y empleado de la ciudad habrá recibido al menos un día de formación sobre el cambio climático... probablemente varios para 2020".
En 2011, Cooler convocó a un grupo de voluntariado constituido por 30 personas procedentes de todos los sectores que, trabajando de forma colectiva, crearon una definición del término y establecieron los requisitos de una jornada de formación para cumplir con esa definición. Estos requisitos constituyeron la base de la Norma de Alfabetización sobre el Carbono. La Norma se basó en la premisa clave de que si la humanidad quiere reducir las emisiones de carbono con los objetivos de reducción exigidos por la ciencia, tendremos que cambiar nuestra cultura además de nuestra tecnología.
En 2012, Cooler comenzó a poner a prueba su modelo en escuelas, lugares de trabajo y comunidades. Rápidamente creó una iniciativa sin ánimo de lucro, el Proyecto de Alfabetización sobre el Carbono. Al principio en Mánchester, pero rápidamente se llevó más allá. Supervisar como se impartía la formación para cumplir la normativa y certificar que los participantes superasen la prueba como instruidos en la materia. Ese mismo año, la Association of Greater Manchester Authorities (AGMA) incluyó la alfabetización en materia de carbono como uno de los cuatro propósitos de la Greater Manchester Climate Change Strategy.
En 2014, el proyecto se constituyó como una organización benéfica registrada (una entidad legal sin ánimo de lucro en el Reino Unido). The Carbon Literacy Trust (organización benéfica con número 1156722), posibilitó de esta manera la difusión de orden público de su idea original de alfabetización sobre el carbono gracias a su inclusión en el registro de la propiedad intelectual.
En 2015, el Proyecto de Alfabetización sobre el Carbono fue seleccionado a nivel mundial para formar parte del Programa de Acciones Transformadoras (TAP) en la cumbre de la ONU sobre el cambio climático (COP21) celebrada en París en diciembre de 2015.. Por ello, el Proyecto de Alfabetización sobre el Carbono está formalmente reconocido como una de las 100 mejores respuestas que el mundo puede ofrecer para hacer frente al cambio climático.       
En 2015, el concejal Jeff Smith se convirtió en el primer diputado con conocimientos en materia del carbono.
En 2016, The Carbon Literacy Project introdujo un sistema de acreditación llamado Carbon Literate Organisation (CLO).

## Organización Alfabetizada sobre el Carbono
La acreditación de Organización Alfabetizada sobre el Carbono (CLO ,siglas del inglés Carbon Literate Organisation) y la Norma CLO asociada fueron diseñadas e impulsadas por el Proyecto de Alfabetización sobre el Carbono (2016) con el fin de proporcionar un " indicador " visible que muestre a una organización como (I) comprometida con la Alfabetización sobre el Carbono (CL), (II) con un número sustancial de personas alfabetizadas en carbono, y (III) con un compromiso de apoyar a su gente instruida en la materia y mantener su cultura de bajas emisiones de carbono. Una organización utiliza este estatus para interactuar mejor con sus comunidades, ya sean empleados o clientes, vecinos, alumnos, proveedores o partes interesadas. Los cuatro niveles de acreditación (Bronce, Plata, Oro y Platino) garantizan la distinción entre las organizaciones que muestran diferentes niveles de compromiso.
Hasta la fecha, catorce organizaciones de todo el mundo están registradas como Organizaciones Alfabetizadas sobre el Carbono (CLO), entre ellas la Universidad de Mánchester, el Museo de Mánchester y Northwards Housing.

## Investigación
El uso del término "alfabetización sobre el carbono" está cada vez más extendido en el lenguaje cotidiano y en la literatura científica, e incluye (I) investigaciones que evalúan específicamente el conocimiento sobte la materia y el Proyecto de Alfabetización sobre el Carbono, y (II) el uso del término "alfabetización sobre el carbono" en un sentido más abstracto.                                                                                                        
Las respuestas conductuales al cambio climático son limitadas debido a la incertidumbre y a su complejidad. La investigación actual se centra en la necesidad de un compromiso social en la lucha contra el cambio climático, a través de una mayor conciencia entre los ciudadanos, las organizaciones, las escuelas y los organismos oficiales, debido a la incertidumbre y la complejidad del asunto. Se ha demostrado que la difusión de la alfabetización sobre el carbono (que incluye las causas y las consecuencias de las emisiones de carbono y la comprensión del poder de la acción individual) influye cualitativamente en un cambio de comportamiento positivo con respecto a la reducción de la huella de carbono. Tras la formación en materia de carbono, se ha demostrado que aumentan los hábitos de ahorro de energía y de carbono (tanto de manera individual como colectiva), e incluso se ha comprobado el "efecto dominó". Es decir, que los participantes hablan de la formación en materia de carbono con sus familiares, amigos o compañeros. En el Gran Mánchester, la Alfabetización sobre el Carbono se difunde entre los residentes (a través de asociaciones que abogan por una vivienda digna), los trabajadores (BBC, Media City, Peel Media, ITV, Dock10, autoridades locales, Groundwork, Bomberos de Mánchester) y los estudiantes (Universidad de Manchester, Universidad Metropolitana de Mánchester).
Otros estudios llevados a cabo en las dos últimas décadas hacen alusión al concepto abstracto de "alfabetización sobre el carbono" y a su importancia en el cambio de comportamiento respecto a las bajas emisiones de carbono. Por ejemplo, Horng et al. estudiaron el desarrollo de alternativas con bajas emisiones de carbono en la industria turística taiwanesa, y Teng et al. descubrieron que la "alfabetización en carbono" mejora significativamente el rendimiento con bajas emisiones de carbono en la industria hotelera de Taiwán. Los estudios también se han centrado en la repercusiones a la hora de adquirir competencias en cuanto al cambio climático gracias a la "alfabetización sobre el carbono". Así pues, se encontraron niveles más altos de conocimiento y comprensión del cambio climático en los alumnos de las "ecoescuelas" en comparación con los de las "no ecoescuelas", lo que indica la importancia de la alfabetización en carbono dentro de los entornos comunitarios para facilitar la transformación cultural.